# 中國—哥斯達黎加關係
中國—哥斯達黎加關係（西班牙語：Relaciones China-Costa Rica），是指歷史上的中国和哥斯達黎加、以至現在中華人民共和國和哥斯達黎加共和國之間的雙邊關係。截至2014年6月，中華人民共和國是哥斯达黎加的全球第二大贸易伙伴，而哥斯达黎加則是中国在拉丁美洲的第九大贸易伙伴。

## 歷史
1855年，一批华人奴隶和广州华工到達哥斯達黎加，他們有些人被贩卖到當地农场工作、有些人則當上了修建铁路的苦力；部分人与当地婦女通婚，成為最早期的哥斯達黎加華僑。到了19至20世纪，哥斯达黎加共有約2000名华人，他们主要以務农为生，也有华侨在當地經營杂货店、旅馆、餐馆和贸易行。
哥斯達黎加與中華民國於1941年建交，兩國在1949年後仍維持外交關係，此後中華民國政府援助哥斯達黎加建設基础设施和保障民生；雖然如此，哥斯達黎加外长曾與中華人民共和國外长会晤，中华人民共和国政治人物李肇星与毛如柏也曾会见哥斯達黎加總統。
中華人民共和國與哥斯達黎加共和國於2007年6月1日建交，在同月7日公布建交一事。時任哥斯達黎加總統奧斯卡·阿里亞斯·桑切斯表示該國是為了加強與中國的聯繫、藉此吸引外資投入而與中華民國斷絕外交關係。同年，兩國分別在對方國家開設使馆。未建立外交关系期间，中华人民共和国对哥斯达黎加相关事务曾由驻墨西哥大使馆兼辖。
2007年10月，桑切斯出访中华人民共和国；2008年11月中旬，中华人民共和国主席胡锦涛到哥斯达黎加進行國事訪問，會見該國總統和立法大會主席。2012年6月1日，国家主席胡锦涛同哥斯达黎加共和国总统钦奇利亚互致贺电，庆祝中哥建交五周年。2012年8月16日下午，中国国家主席胡锦涛在人民大会堂同哥斯达黎加总统劳拉·钦奇利亚举行会谈，双方就发展双边关系及共同关心的国际和地区问题深入交换意见，达成广泛共识。

## 經貿關係
- 中國出口到哥斯達黎加的商品（2012年）[13]
- 哥斯達黎加出口到中國的商品（2012年）[14]

截至2014年6月，中華人民共和國是哥斯达黎加的全球第二大贸易伙伴，而哥斯达黎加則是中国在拉丁美洲的第九大贸易伙伴。
中国與哥斯达黎加兩國的贸易總额並不高，但兩國之间的贸易近年来正在增长；兩國在2006年、2007年、2008年及2009年的双边贸易總额分别为21.5亿美元、28.7亿美元、28.9亿美元及31.8亿美元。哥斯达黎加出口到中國的產品以集成电路为主，佔出口總額約90%；中国出口到哥斯达黎加的产品則较為多樣化，包括纺织品、化工产品、金属制品、鞋类、电器、玩具等。截至2010年，哥斯达黎加共有93家公司分別向中国出口合共160种商品。2014年1至11月，哥斯达黎加對中国的牛肉出口總额為930万美元，较去年同期的數據大幅上升707%；截至2015年2月，中国是哥斯达黎加牛肉的第三大出口市场。

## 文化關係
新华社於哥斯达黎加設有駐外記者站，該記者站於兩國尚未建交時的1978年成立；但是，哥斯达黎加傳媒在选择新聞來源时一般會採用西方世界媒體，甚少选用新华社作新聞來源。哥斯达黎加大学孔子学院由中国人民大学和哥斯达黎加大学联合開辦，是第一所設於中美洲國家、第18所設於拉丁美洲國家的孔子学院。
2014年末，哥斯达黎加大学生物学院一所研究中心发表报告，指出5.8%的哥斯达黎加人口中有着华人血统。

## 外部連結
- 中华人民共和国驻哥斯达黎加共和国大使馆官方网站（简体中文）（西班牙文）
  - 中华人民共和国驻哥斯达黎加共和国大使馆经济商务处官方网站（简体中文）
- 中国国际贸易促进委员会驻哥斯达黎加代表处官方網站（简体中文）
- 哥斯达黎加驻华大使馆官方網站（简体中文）（英文）（西班牙文）